# Milton Viera
Milton Viera Rivero (n. Cerro Largo, Uruguay; 11 de mayo de 1946) es un exfutbolista uruguayo. Jugaba como mediocampista y militó en diversos clubes de Uruguay, Argentina y Grecia.

## Clubes
| Club         | País      | Año         |
| ------------ | --------- | ----------- |
| Nacional     | Uruguay   | 1962 - 1968 |
| Boca Juniors | Argentina | 1968        |
| Peñarol      | Uruguay   | 1968 - 1972 |
| Olympiakos   | Grecia    | 1972 - 1977 |
| AEK Atenas   | Grecia    | 1977 - 1979 |
| Bella Vista  | Uruguay   | 1980 - 1982 |

## Selección nacional
Ha sido internacional con la Selección de Uruguay en 3 ocasiones y no marcó goles.

### Participaciones en Copas del Mundo
| Mundial              | Sede       | Resultado        |
| -------------------- | ---------- | ---------------- |
| Copa Mundial de 1966 | Inglaterra | Cuartos de final |